# 로스트 인 베이징
로스트 인 베이징(苹果, 평과, Lost In Beijing)은 중국에서 제작된 리 위 감독의 2007년 드라마 영화이다. 판빙빙 등이 주연으로 출연하였고 팡리 등이 제작에 참여하였다.

## 출연

### 주연
- 판빙빙
- 양가휘
- 퉁다웨이
- 금연령
- 양가수